# Definitore
I definitori sono membri di un ordine regolare che hanno incarico di assistenti e consiglieri d'ufficio del proprio superiore. La nomina, per elezione, può avvenire sia nel capitolo generale che in quello provinciale: nel primo caso si parla di "definitori generali", nel secondo di "definitori provinciali" (questi ultimi hanno mansioni limitate a una specifica provincia del relativo ordine).